# Bulbophyllum plagiatum
Bulbophyllum plagiatum là một loài phong lan thuộc chi Bulbophyllum.